# 大田西部警察署
大田西部警察署（テジョンソブけいさつしょ）は、大田地方警察庁所管の警察署である。

## 管轄区域
- 西区（大田屯山警察署管内を除く）

## 沿革
- 1947年12月26日 - 開署
- 1950年2月7日 - 儒城警察署に改名。大田市西部地域と大徳郡を管轄
- 1954年3月30日 - 西大田警察署に改名
- 1973年8月6日 - 大田西部警察署に改名
- 1990年10月5日 - 大田東部警察署開署に伴い、管轄区域が西区と儒城区になる
- 1992年10月17日 - 大田北部警察署開署に伴い、管轄区域が西区と儒城区になる
- 2000年12月28日 - 大田屯山警察署開署に伴い、管轄区域が西区の一部になる。
- 2007年7月1日 - 大田地方警察庁に所属が変更される

## 組織
- 警務課
- 生活安全課
- 捜査課
- 警備交通課
- 情報保安課
- 聴聞監査官

## 管轄地区隊
- 桃馬地区隊
- 内洞地区隊

## 管轄派出所
- 九峰派出所
- 佳水院派出所

## 管轄治安センター
- 正林治安センター
- 桃馬1治安センター
- 龍汶治安センター
- 杞城治安センター